# باولينا روبيو
باولينا روبيو (بالإسبانية: Paulina Rubio)‏ هي مغنية بوب مكسيكية مشهورة. تعرف بلقب «الفتاة الذهبية» و«ملكة البوب اللاتيني». حققت شهرة عالمية بعد صدور ألبومها الخامس Paulina عام 2000. تميّزت موسيقاها على النمط الأميركي اللاتيني والإسباني، وقد يذكرها الأميركيون بـفضل أغنيتها «دونت سي غودباي» و«كازانوفا» عام 2002. تقول باولينا إن الموسيقى والأغاني التي تغنيها في ألبوماتها مستوحاة من قوة الفتيات بنسبة مئة بالمئة. وكانت باولينا قد ترشحت لنيل جائزة غرامي وجائزة لاتيني غرامي، كما فازت بعدد كبير من جوائز الموسيقى اللاتينية «بيلبورد». وتجاوزت مبيعات ألبوماتها الواحد والعشرين مليون عالمياً.
جميع ألبومات باولينا روبيو الصادرة بعد عام 2000 احتلت المرتبة الأولى في قوائم Billboard منذ أول يوم من إصدارها.

## الحياة الخاصة
ولدت باولينا روبيو دوسامانتيس في ميكسيكو سيتي - المكسيك بتاريخ 17/6/1971. هي ابنة الممثلة المكسيكية سوزانا دوسامانتس والمحامي المكسيكي الإسباني الأصل إنريكي روبيو. باولينا لديها شقيق أصغر منها يدعى إنريكي. وانفصل والداها عندما كانت في الثامنة من عمرها.
تزوجت عام 2007 من مدير الأعمال الإسباني الأصل نيكولاس كولاتي فاجيخو نأخيرا. وفي شهر مايو من عام 2010 أعلنت باولينا حملها وانها وزوجها ينتظران مولودهما الأول. وفي وقت لاحق أعلنت باولينا أنها تنتظر صبياً سوف تطلق عليه اسم نيكولاس، على اسم والده. وفي الرابع عشر من نوفمبر، أصبحت باولينا وزوجها نيكولاس أبوين لطفلهما الأول الذي أسمياه أندريا نيكولاس فاجيخو نأخيرا روبيو.

## البداية الفنية
في سن الخامسة، أبحرت باولينا في بحور: الغناء، التمثيل، الجاز، الرسم والرقص. وبعد عامين أتصل كل من بيدرو داميان ومارثا زافاليتا بــ والدي باولينا وطلبوا منهما السماح لها بالمشاركة في الفرقة التي سيتم تشكيلها قريبا. وفي 30/4/1982 بدأت باولينا مسيرتها الفنية عندما كانت في العاشرة من عمرها وتدربت تحت رعاية ميغيل بوسي، وظهرت لأول مرة على المسرح مع فرقة «تمبرتشي» والتي أحتوت في الأصل 7 أعضاء وهم: أليكس باويير، بيني آيبارا، دييغو سكونينغ، ماريانا غارزا، باولينا روبيو، ساشا سوكول وإريك روبين الذي إنضم فيما بعد. وقد سجلت باولينا حوالي 11 ألبوما غنائيا مع الفرقة. باولينا أيضا إتجهت لعالم التمثيل، وحصلت على دورها الأول عام 1988 للعب دور الشخصية الشريرة «باولينا مونتينيغرو» في مسلسل «باسيون إي بودير» وفي عام 1992 لعبت دور أندريا في مسلسل «بايلا كونميغو» الذي يعد أحد أشهر المسلسلات المكسيكية في ذلك العام.

## السنوات الذهبية من 1992 - 1996
في عام 1991 تركت باولينا فرقة «تمبرتشي» وركزت على مهنتها كـ مغنية منفردة، حيث سافرت لإسبانيا للعمل على مشروعها الأول وفي عام 1992 أصدرت ألبومها المنفرد الأول بعنوان «لا تشيكا دورادا» والذي يعني «الفتاة الذهبية» من إنتاج شركة EMI اللاتينية. منذ ذلك اليوم عرفت باولينا بــ الفتاة الذهبية في أميركا اللاتينية. بعد سلسلة من النجاحات أصدرت ألبومها الثاني حمل عنوان «24 كيلاتيس» وصدر عام 1993 في باع أكثر من 150,000 نسخة في الأسابيع الثلاثة الأولى من إصداره. وفي عام 1995 صدر ألبوم باولينا الثالث الذي حمل عنوان «إل تييمبو إس أورو» وتضمن أغنية «تي داريا مي فيدا» وأغنية الفيلم المكسيكي «بيسامي إن لا بوكا» الذي قامت باولينا ببطولته. وفي عام 1996 أصدرت باولينا ألبومها الأخير مع شركة بعنوان«بلانيتا باولينا» والذي احتوى على أغنية «إنامورادا- مغرمة» والذي عدّت أغنية المقدمة لمسلسل باولينا «بوبري ينينا ريكا - الفتاة الغنية الفقيرة» حيث لعبت باولينا دور آلما. كما سجلّت عددا من الأغاني الإنجليزية.بعد ألبومها «بلانيتا باولينا» أعطت باولينا نفسها استراحة من الغناء والمسرح والتمثيل، وقد استمر غيابها فترة طويلة جدا، حيث سافرت لإسبانيا. لم تقدم باولينا خلالها أي حفلات أو كليبات أو أغاني جديدة.

## عودة باولينا عام 2000
يعد التاريخ الرسمي لعودة باولينا الموسيقية القوية في صيف 1999 عندما سجّلت أغنية «فيفي إل فيرانو» وهي أغنية المقدمة لبرنامج إسباني معروف. وفي أوائل عام 2000 أصدرت أغنية «لو آري بور تي» وبعدها ألبومها الخامس الذي حمل عنوان «باولينا 2000» وقد ترشح لثلاثة جوائز في Latin Grammy Awards لــ 1 – أفضل ألبوم للعام 2 – أفضل أغنية للعام 3 – أفضل مغنية ألبومات البوب. وقد بيع من الألبوم حوالي 6 ملايين نسخة في ذلك التاريخ، بعدها أصدرت باولينا عدد من الأغاني المنفردة كـ El Ultimo Adios, Y Yo Sigo Aquí, Yo No Soy Esa Mujer, Sexi Dance.
بعد هذه النجاحات الضخمة، قررت شركة «يونيفرسال - Universal» أنه قد حان الوقت لتقوم باولينا بتسجيل ألبوماً باللغة الإنجليزية لأول مرة وفي وقت لاحق من عام 2002, تخطت باولينا حواجز اللغة برفقة أول ألبوم باللغة الإنجليزية بعنوان «بوردر جيرل» الذي جعلها معروفة في عالم الأنجلو وساعدها للوصول إلى مناطق جديدة من العالم لم تصل لها من قبل، مثل آسيا وأستراليا والشرق الأوسط. من خلال هذا الألبوم، باولينا لامست قلوب الناس بإيقاعات لاتينية مميزة بلمسة عالمية بلغة إنجليزية.
وكتحد جديد، عام 2004 كان من أفضل الأعوام على باولينا، حيث أثبت ألبوم «باو-لاتينا» نضج باولينا وإمكانيتها لتكون فنانة عظيمة ذات بصيرة قصوى، تفخر بتراث وطنها، ومرة أخرى، كانت باولينا قادرة على مزج الفلكلور اللاتيني الشعبي باللمسة والانتشار العالمي. جاعلاً منها من أفضل الفنانات اللاتينيات على الإطلاق، ومن خلال هذا الألبوم، حصلت باولينا للمرة الأولى على ترشيح جائزة غرامي عن فئة «أفضل ألبوم لاتيني». في عام 2005, حصلت باولينا على لقب «نجمة العام» من مجلة «بيبول إن إسبانيول». وبذلك تفوقت باولينا التي نشرت المجلة صورتها على الغلاف على نجوم آخرين مثل شاكيرا وخوانيس وباربرا موري وفريق دادي يانكي. وذكرت المجلة أن «الفتاة الذهبية» تجمع بين الموهبة والحضور والنجاح ولا يستطيع أحد أن ينكر ذلك. وأضافت المجلة: «الكل يريد أن يعرف ماذا تفعل باو (روبيو) وأين هي الآن».
لم يكن غريباً أن يحتل ألبومها الثامن «Ananda» عام 2006 المرتبة الأولى في أميركا اللاتينية، مما جعلها تفوز بجائزتي بيلبورد اللاتينية عام 2007.
ألبومها «غران سيتي بوب» تربع على عرش المراتب الأولى في سباق أفضل الألبومات اللاتينية مبيعاً والذي يعد واحداً من أفضل ألبوماتها على الإطلاق وباع حوالي 100.000 نسخة في الأسبوع الأول من إصداره وعليه تم تكريم باولينا روبيو وألبومها الجديد بمنحه شهادة الألبوم البلاتيني في ميامي والولايات المتحدة وبويرتو ريكو وإسبانيا والمكسيك وكولومبيا. وبفضل هذا الألبوم حصلت باولينا على خمسة ترشيحات لجوائز إم تي في للموسيقى اللاتينية وفازت بجائزة «أفضل مطربة» لعام 2009. كما فازت بجوائز عديدة منها: بيبلورد اللاتينية، تيليهيت، جوائز اويه وغيرها، كما حصلت على ترشيح جائزة غرامي عن فئة «أفضل ألبوم لاتيني» ليصبح هذا الترشيح الثاني لباولينا لجائزة غرامي في مسيرتها الفنية، وأيضاً على عدد كبير من الترشحيات من فئات مختلفة لجوائز عديدة مثل: «جائزة لنا اللاتينية» و«أول 40» الإسبانية و«تيلي هيت» وغيرها.
أصدرت باولينا عام 2011 ألبومها "Brava" وإنضمت للجنة تحكيم The X Factor بنسخته الأميركية عام 2013، وفي عام 2018 أصدرت ألبوم " Deseo " ليكون آخر أعمالها مع شركة يونيفرسال ميوزك.

## لقب الفتاة الذهبية
الفتاة الذهبية هو بالأصل عنوان ألبوم باولينا الأول الذي صدر عام 1992، ولكنه سرعان ما أصبح لقب باولينا بين وسائل الإعلام المختلفة ولغاية الآن. كما وتعرف باولينا باسم «ملكة البوب اللاتيني», حيث استحقت اللقب بجدارة بالغة من خلال تنقلها من نجاح كبير إلى نجاح أكبر.

## اقتباسات
- الموسيقى والاغاني التي أغنيها في ألبوماتي مستوحاة من قوة الفتيات بنسبة مئة بالمئة.

- عظيم، الجميع لديه روح لاتينية في داخله.

## الأعمال الموسيقية
| - 1992: La Chica Dorada - 1993: 24 Kilates - 1995: El Tiempo Es Oro - 1996: Planeta Paulina - 2000: Paulina - 2002: Border Girl - 2004: Pau-Latina - 2006: Ananda - 2009: Gran City Pop - 2011: Brava! - 2018: Deseo | 1. Timbiriche 1982 2. La Banda Timbiriche 1982 3. En Concierto 1983 4. Disco Ruido 1983 5. Que No Acabe Navidad 1983 6. Vaselina 1984 7. Timbiriche Rock Show 1985 8. Timbiriche VII 1987 9. Timbiriche VIII - IX 1988 10. Timbiriche Clásico 1998 11. Los Clásicos De Timbiriche 1989 12. Timbiriche 10 1990 13. El Concierto 1998 - باولينا غنت مع هذه الفرقة فقط في هذه الألبومات.. - 2000: Top Hits - 2001: I'm So In Love: Grandes Exitos - 2007: Paulina Remixes - 2013: Pau-Factor |

## الأعمال التلفزيونية
| - 1988: Pasión y Poder - 1992: Baila Conmigo - 1995: Pobre Niña Rica | - 1994: Bésame En La Boca في عام 2008, أعلنت باولينا عن نيتها بأن تصبح منتجة أفلام، أيضاً. |

## وصلات خارجية
- باولينا روبيو على موقع IMDb (الإنجليزية)
- باولينا روبيو على موقع ألو سيني (الفرنسية)
- باولينا روبيو على موقع ميوزك برينز (الإنجليزية)
- باولينا روبيو على موقع رولينغ ستون (الإنجليزية)
- باولينا روبيو على موقع أول موفي (الإنجليزية)
- باولينا روبيو على موقع إن إن دي بي (الإنجليزية)
- باولينا روبيو على موقع أول ميوزيك (الإنجليزية)
- باولينا روبيو على موقع ديسكوغز (الإنجليزية)
- باولينا روبيو على موقع قاعدة بيانات الفيلم (الإنجليزية)
- باولينا روبيو على موقع كينوبويسك (الروسية)
- الموقع الرسمي
- النادي الرسمي للمعجبين
- صفحة اليوتيوب الرسمية
- صفحة ماي سبيس الرسمية